# Грязнов, Алексей (футболист)
Алексей Грязнов (латыш. Aleksejs Grjaznovs; 1 октября 1997, Рига) — латвийский футболист, опорный полузащитник армянского клуба «Ноа». Бывший игрок сборной Латвии.

## Биография

### Клубная карьера
Родился в рижском микрорайоне Плявниеки. В 4 года начал заниматься теннисом, а в 5-летнем возрасте поступил в футбольную секцию рижского «Сконто». Первый тренер — Андрей Глущук. Позднее перешёл в Рижскую футбольную школу. Тренеры в разное время — Д. Сидоров, Владимир Беляев, И. Степанов, Виктор Вицеховский, Сергей Семёнов.
Во взрослом футболе дебютировал 23 августа 2014 года в составе РФС в матче первой лиги Латвии против «Олайне/Супер Нова». Первые полтора сезона выступал со своим клубом в первой лиге. Бронзовый призёр первой лиги 2015 года. 28 мая 2016 года провёл свой дебютный матч в высшей лиге против клуба «Метта/ЛУ», а всего в дебютном сезоне на высшем уровне сыграл 8 матчей.
В начале 2017 года перешёл в «Бабите», провёл 9 матчей в весенней части сезона, однако команда была снята с турнира высшей лиги, не доиграв до середины чемпионата. После этого игрок ненадолго вернулся в РФС, сыграв лишь один кубковый матч, а затем в течение полутора лет выступал в первой лиге за РТУ.
В 2019 году перешёл в «Валмиеру», в первом сезоне был регулярным игроком основы и сыграл 20 матчей, а его команда финишировала четвёртой. На следующий год потерял место в основе, сыграл только один матч в первой половине сезона, а осенью 2020 года выступал за «Елгаву». В начале 2021 года перешёл в «Ноа Юрмала».

### Карьера в сборной
Выступал за юниорские сборные Латвии разных возрастов, провёл более 20 матчей.
В национальной сборной Латвии дебютировал 19 ноября 2019 года в отборочном турнире чемпионата Европы против Австрии. По состоянию на апрель 2021 года эта игра остаётся для него единственной.